# Saint-Symphorien-de-Mahun
Saint-Symphorien-de-Mahun è un comune francese di 140 abitanti situato nel dipartimento dell'Ardèche della regione dell'Alvernia-Rodano-Alpi.

## Società

### Evoluzione demografica
Abitanti censiti